# Cosmos (Rio de Janeiro)
Cosmos és un barri de la zona oest de la ciutat de Rio de Janeiro, al Brasil.
El barri és essencialment poblat per classe mitjana o baixa. Aquests últims s'estan en allotjaments socials o comunitaris com Vila do Céu o Vila São Jorge.

## Història
En les terres que van pertànyer a l'Engenho da Paciência, la Companyia Immobiliària Cosmos va construir una gran promoció, Vila Igaratá. Quan va ser implantat el ramal ferroviari de Mangaratiba, la Companyia va cedir una àrea per a la construcció de l'estació Cosmos, inaugurada el 1928, que va donar nom al barri. L'accés també es feia per l'antiga Estrada Real de Santa Cruz (actual Av. Cesário de Melo). El barri es caracteritza per la presència de conjunts d'habitatges, urbanitzacions i comunitats, com Vila do Céu i Vila São Jorge. Destaquen les promocions Vila Santa Luzia, barri Anápolis, Parque São Paulo i conjunts en el carrer Paçuaré i Carrer de les Amendoeiras on està un dels afluents del Riu Cação Vermelho.
Limita amb els barris d'Inhoaíba, Paciência, Santa Cruz, Campo Grande i Guaratiba. No ha de ser confós amb Vila Kosmos. Està situat entre les Serres de Paciência i Morro del Silvério.
Conta amb una població de 65.961 habitants (segons informacions de l'Institut Brasiler de Geografia i Estadística - IBGE - Cens Demogràfic 2000).
És el barri de l'escola de samba Unidos de Cosmos, l'Església Santa Sofia i el Cosmos Atlético Social.